# Bolostromus busu
Espèce
Bolostromus busu est une espèce d'araignées mygalomorphes de la famille des Cyrtaucheniidae.

## Distribution
Cette espèce est endémique de République dominicaine. Elle se rencontre dans la Sierra Martín Gracía.

## Description
La femelle holotype mesure 13,10 mm.

## Systématique et taxinomie
Cette espèce a été décrite par Dupérré en 2023.

## Étymologie
Son nom d'espèce lui a été donné en référence au lieu de sa découverte, le mont El Busú.

## Publication originale
- Dupérré, 2023 : « Review of the American genus Bolostromus Ausserer, 1875 with the description of fourteen new species (Araneae, Cyrtaucheniidae). » Zootaxa, no 5317(1), p. 1-88.